# Louis-treize

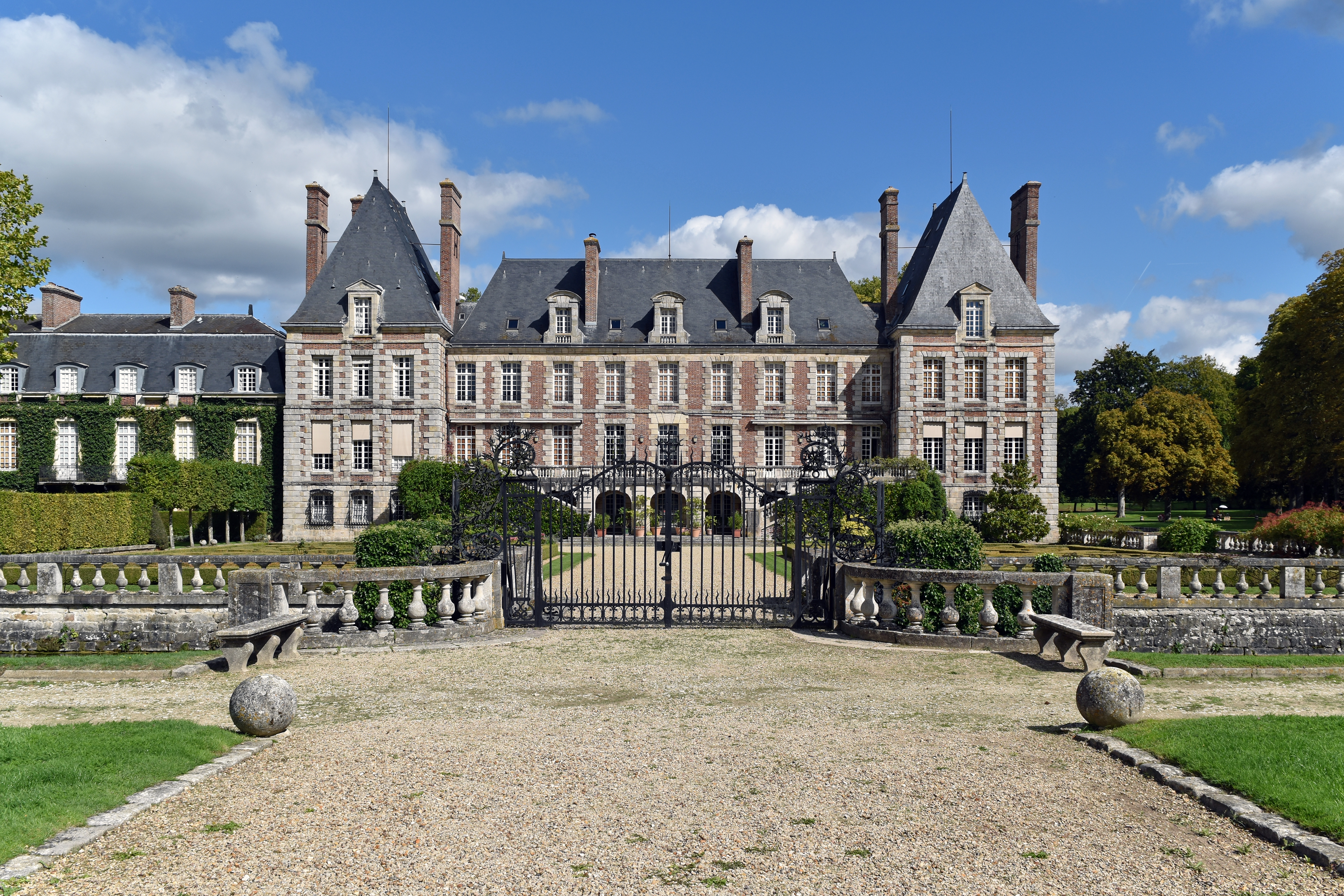
Schloss Courances bei Paris

Als Louis-treize wird ein in Frankreich auftretender Stil der bildenden Kunst, des Kunsthandwerks und der Architektur bezeichnet, der während der Regierungszeit Ludwigs XIII. (französisch Louis Treize) von 1610 bis 1643 vorherrschend war. Er entspricht dem Frühbarock und verkörpert den Übergang vom Spätmanierismus zu den frühen Formen des französischen Classicisme, ehe dieser ab den 1660er Jahren im Louis-quatorze-Stil zur Zeit Ludwigs XIV. seinen Höhepunkt findet. Erste Ansätze des Stil Louis-treize treten jedoch schon Ende der 1590er Jahre in Frankreich auf.
Reminiszenz an die in der Renaissance üblichen Motive der Antike war vor allem das Monumentale, jedoch in einfacheren, geraden Linien. Durch das Abweichen von der Gleichmäßigkeit kündigten sich aber schon barocke Vorboten an. Aus diesem Grund ist der Louis-treize-Stil von zwei Extremen gekennzeichnet, deren Ausprägungen nebeneinander existierten: dem ausgesprochen Einfachen und dem stark Überladenen.

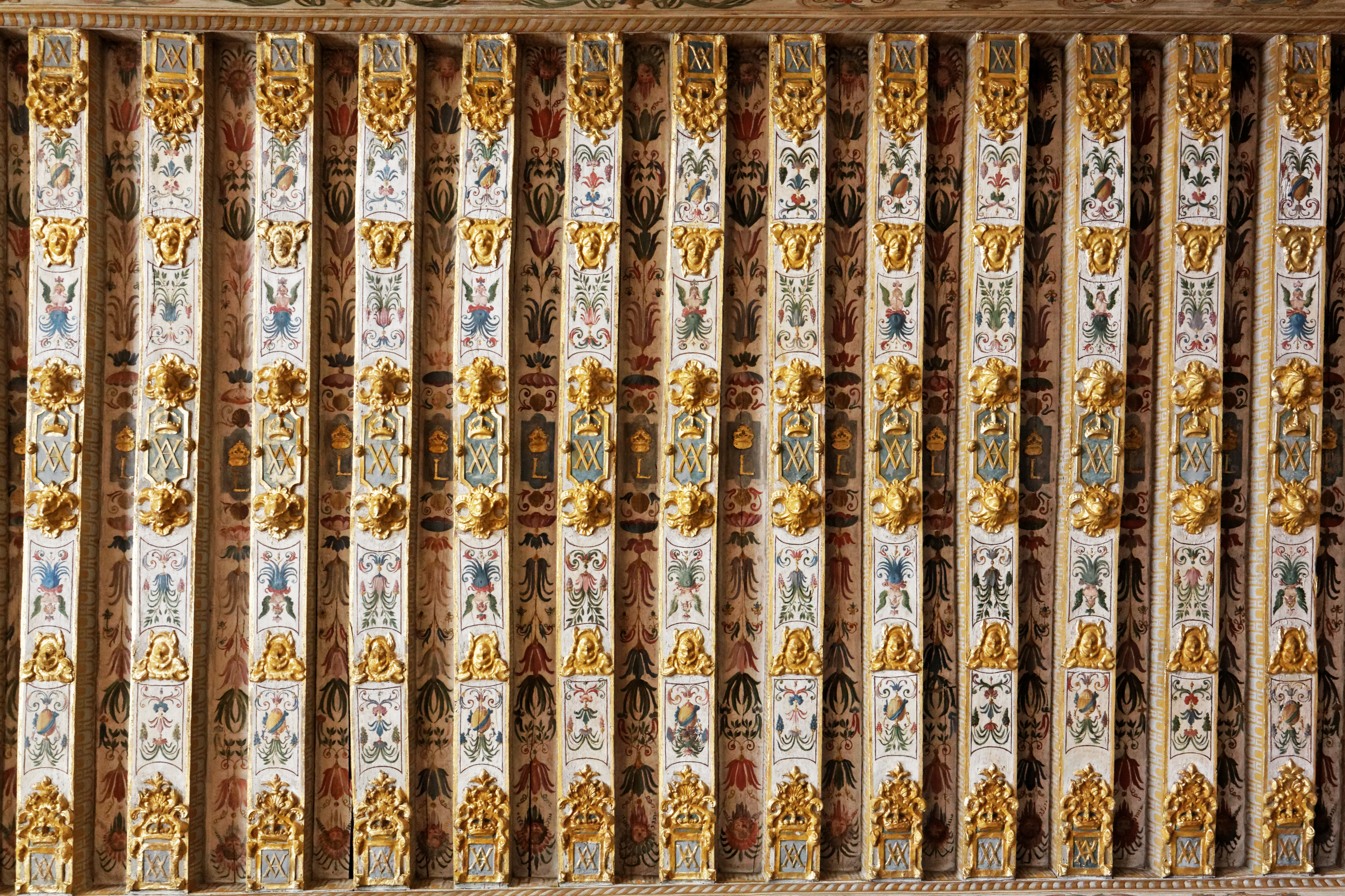
Louis-treize-Decke mit Groteskendekor und Initialen des Königs (L) und der Königin Anne im Salon des Gardes, Fontainebleau

Zu Beginn der Regierungszeit Ludwigs XIII. (bis etwa 1620) waren Kunst und Kunsthandwerk noch durch die spätmanieristischen Formen der ab den 1590er Jahren durch Henri IV. etablierten Zweiten Schule von Fontainebleau beeinflusst, zu der flämische und französische Künstler gehörten, wie der Maler Martin Fréminet (1567–1619), der noch ab 1608 bis zu seinem Tode 1619 den Deckendekor in der Trinitätskapelle von Fontainebleau schuf, während Ambroise Dubois (1543–1614/15) um 1610 einen Gemäldezyklus in der Salon Ovale (auch Salon Louis-XIII) von Fontainebleau malte. In der Innendekoration waren nach wie vor Rollwerk und Groteskenschmuck modern (z. B. Salle du Livre d’Or, Palais du Luxembourg, Paris; oder Decke im Salon des Gardes, Fontainebleau).
Auch die aus Florenz stammende Königinmutter Maria de’ Medici, die als Regentin die französischen Staatsgeschäfte für ihren noch minderjährigen Sohn Ludwig XIII. führte, versuchte Einfluss auf die französische Kunst und Architektur zu nehmen, insbesondere durch den Bau des Palais du Luxembourg (nach dem Vorbild des Palazzo Pitti), das zwischen 1621 und 1625 durch den flämischen Barockmaler Peter Paul Rubens ausgeschmückt wurde (Zyklus von 21 Bildern heute im Louvre, Paris). Rubens’ überbordender Stil hatte allerdings kaum Einfluss auf die französische Malerei, wo man zu einem kühleren, zurückhaltenderen Klassizismus tendierte.

## Malerei

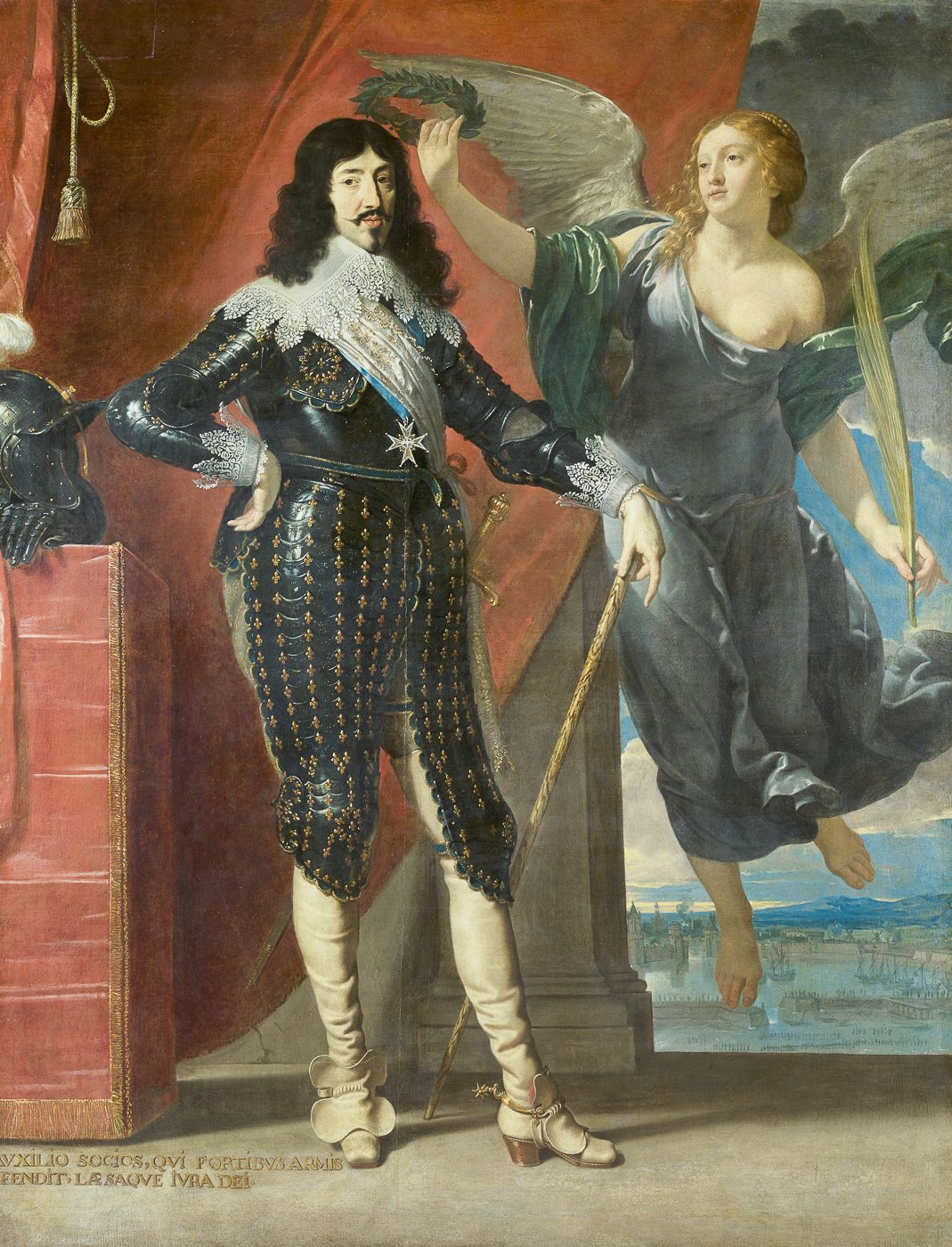
Philippe de Champaigne: Ludwig XIII. vom Sieg gekrönt (nach der Belagerung von La Rochelle, 1628), 1635, Louvre, Paris

Die französische Malerei zur Zeit Ludwigs XIII. ist wohl die Gattung, von der sich am meisten erhalten hat. Im Gegensatz zu den vorhergehenden und nachfolgenden Epochen bietet sie ein relativ buntes Gesamtbild mit einem Nebeneinander ganz verschiedener Strömungen (ähnlich wie in Italien). Grundsätzlich orientierten sich die Maler stark an italienischen und flämischen Vorbildern, doch tendierten die Franzosen im Allgemeinen zu einem rationaleren, gemäßigten Ansatz. Die Epoche brachte einige große französische Maler hervor, deren Wirkungszeit zum Teil noch bis in die nachfolgende Ära Ludwigs XIV. reichte.
Auf den Gebieten der mythologischen, historischen und religiösen Malerei und in einem italienisch beeinflussten klassizistischen Stil glänzten die beiden Hofmaler Simon Vouet und Eustache Le Sueur, und vor allem Nicolas Poussin. Vouet verbrachte lange Jahre in Rom, wo er anfangs noch unter dem Einfluss Caravaggios stand, und wurde 1627 durch Ludwig XIII. nach Paris zurückgerufen und zum Peintre du Roi (Maler des Königs) ernannt; er hatte großen Einfluss auf andere Künstler und schuf u. a. Malereien für die königlichen Schlösser des Louvre (wo er auch wohnte), in Saint-Germain-en-Laye, Fontainebleau und für das Palais du Luxembourg der Königin.

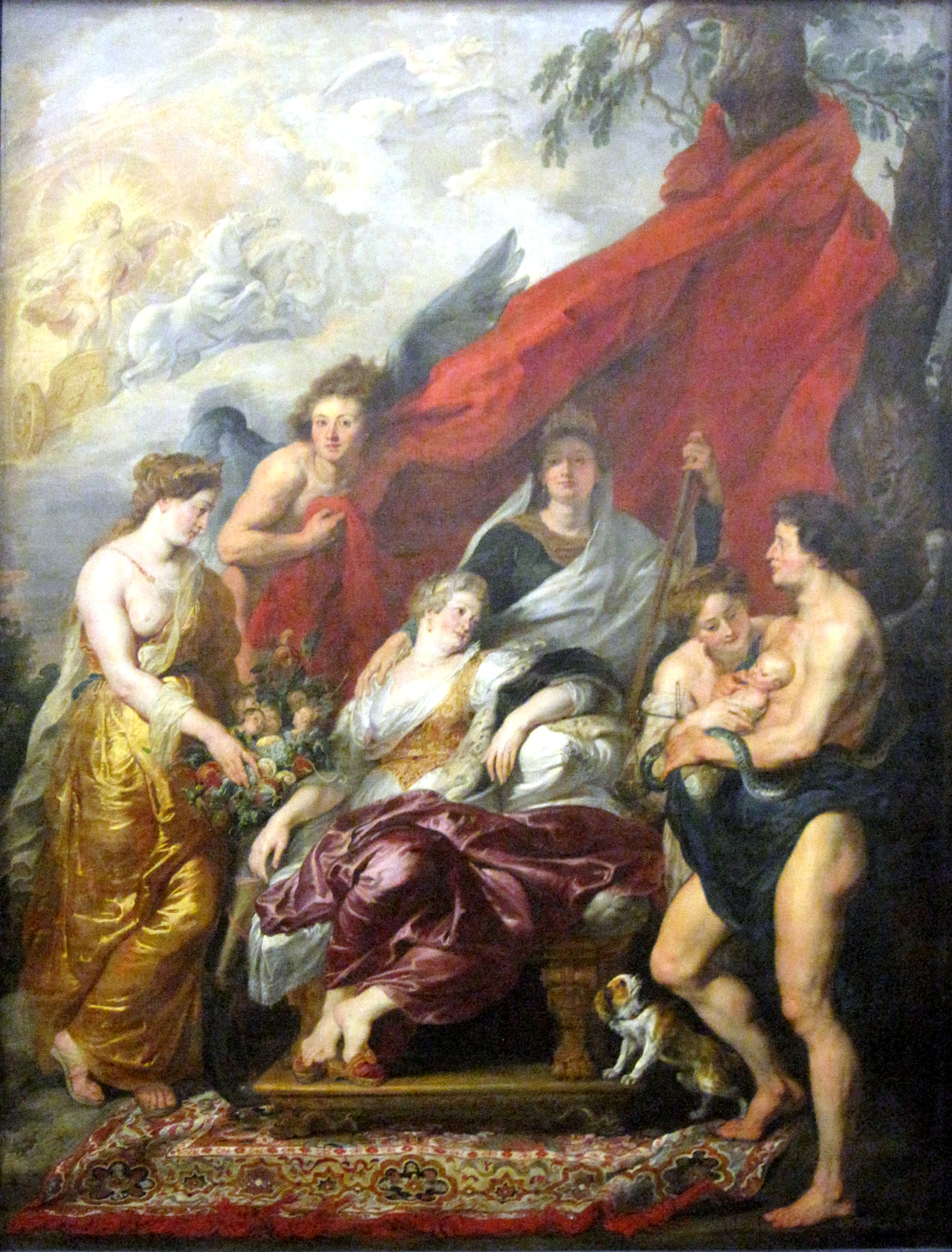
Peter Paul Rubens: Geburt des Dauphin (Ludwigs XIII.), 394 × 295 cm, 1621–1625, Louvre, Paris. Das Bild gehört zu dem 21-teiligen Gemäldezyklus über das Leben der Maria de’ Medici, den Rubens ursprünglich für das Palais du Luxembourg schuf.

Poussin verbrachte zwar fast sein ganzes Leben in Rom, hatte jedoch großen Erfolg in Frankreich – er malte u. a. einige Gemälde für den kunstsinnigen Kardinal Richelieu für dessen Landsitz im Poitou und wurde von diesem auch nach Paris eingeladen, um 1640–1642 als „erster Maler des Königs“ an Dekorationen im Louvre zu arbeiten - und wurde schon zu Lebzeiten, aber über seinen Tod hinaus, zu einem Vorbild der französischen Klassik. Ähnliches gilt für den klassizistischen Landschaftsmaler Claude Lorrain.
Daneben wirkten die französischen Caravaggisten Valentin de Boulogne, Nicolas Régnier und Nicolas Tournier, die alle sowohl religiöse Bilder als auch Genreszenen schufen. Zu den Caravaggisten zählt auch der eher einzelgängerische und geniale Georges de la Tour, der eigentlich kein Franzose, sondern Lothringer war, und in seiner Kunst oft mystische Effekte durch den Einsatz einer Kerze als einziger Lichtquelle erzielt. Laut einer nicht bewiesenen Anekdote soll er Ludwig XIII. ein Bild geschenkt haben und als Dank zum Peintre du Roi ernannt worden sein. Auch die Brüder Le Nain  griffen auf Caravaggios Tenebrismus zurück, mischten ihn jedoch mit holländischen Einflüssen. Sie sind vor allem für ihre sehr realistischen Genreszenen aus dem einfachen Volk bekannt (z. B. Bauernfamilie und Bauernmahlzeit (1642) von Louis Le Nain, Louvre, Paris).
Einen ganz eigenen Stil schuf auch Philippe de Champaigne, der 1621 zusammen mit Rubens nach Paris kam, um für Maria de Medici im Palais du Luxembourg zu arbeiten. Champaigne wurde 1628 von der Königin zum Hofmaler ernannt. Er mischte verschiedene holländische und flämische Vorbilder mit dem römisch-bologneser Klassizismus und einem gemäßigten Tenebrismus, und erhielt zahlreiche bedeutende Aufträge in Paris, die leider zum Teil verloren sind. Besonders berühmt sind seine Porträts von Ludwig XIII. und von Kardinal Richelieu (im Louvre, Paris).
In der Bildhauerei waren Jacques Sarazin und Jean Warin führend, jedoch brachten diese beiden Künstler keine wirklich herausragenden Werke hervor.

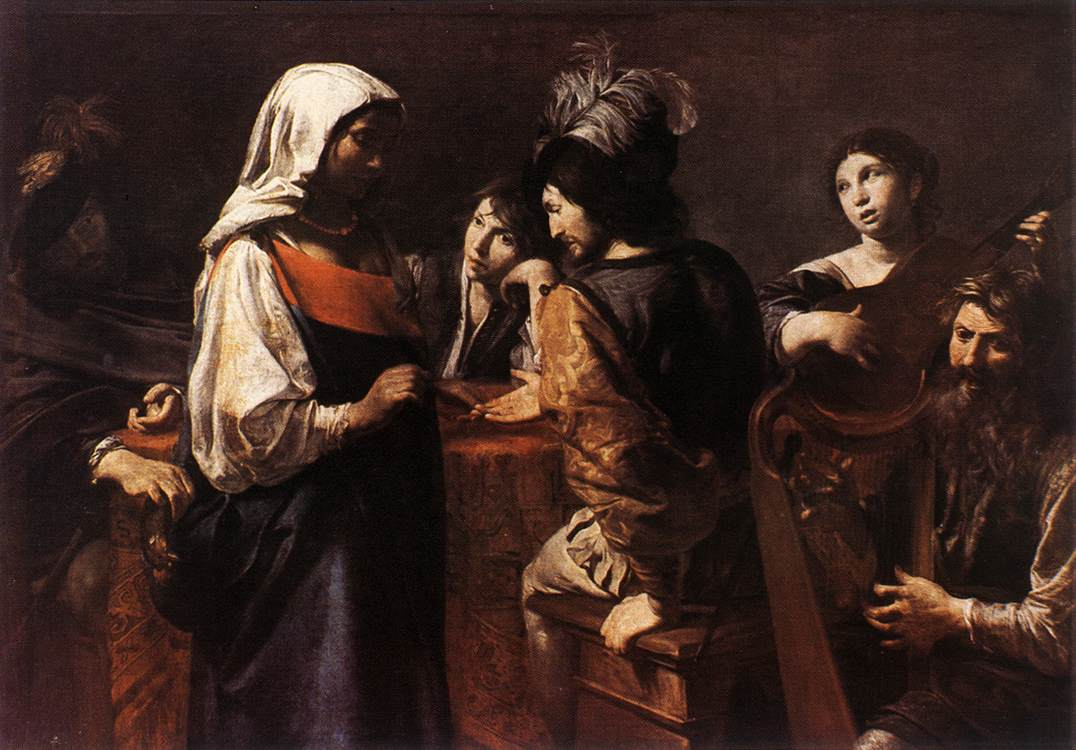
Valentin de Boulogne: Die Handleserin, 1628, Louvre, Paris
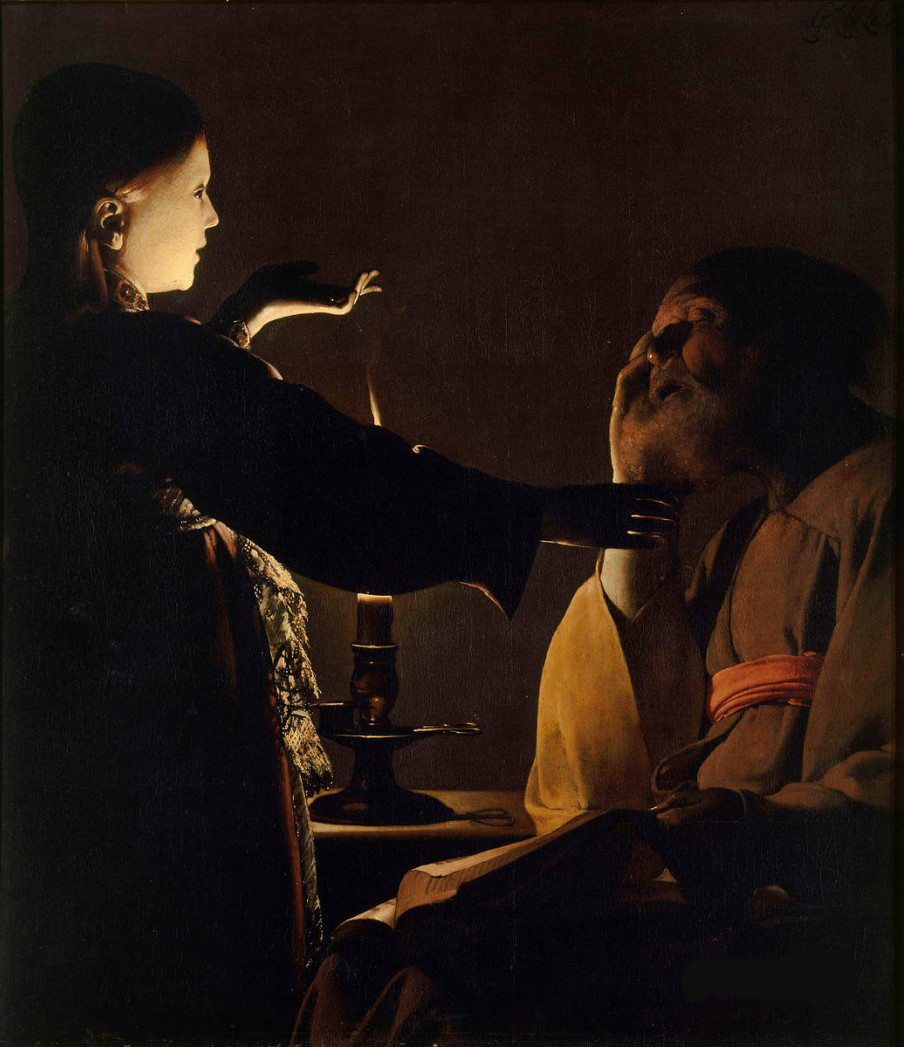
Georges de La Tour: Ein Engel erscheint dem Hl. Joseph im Traum, Musée des Beaux-Arts de Nantes
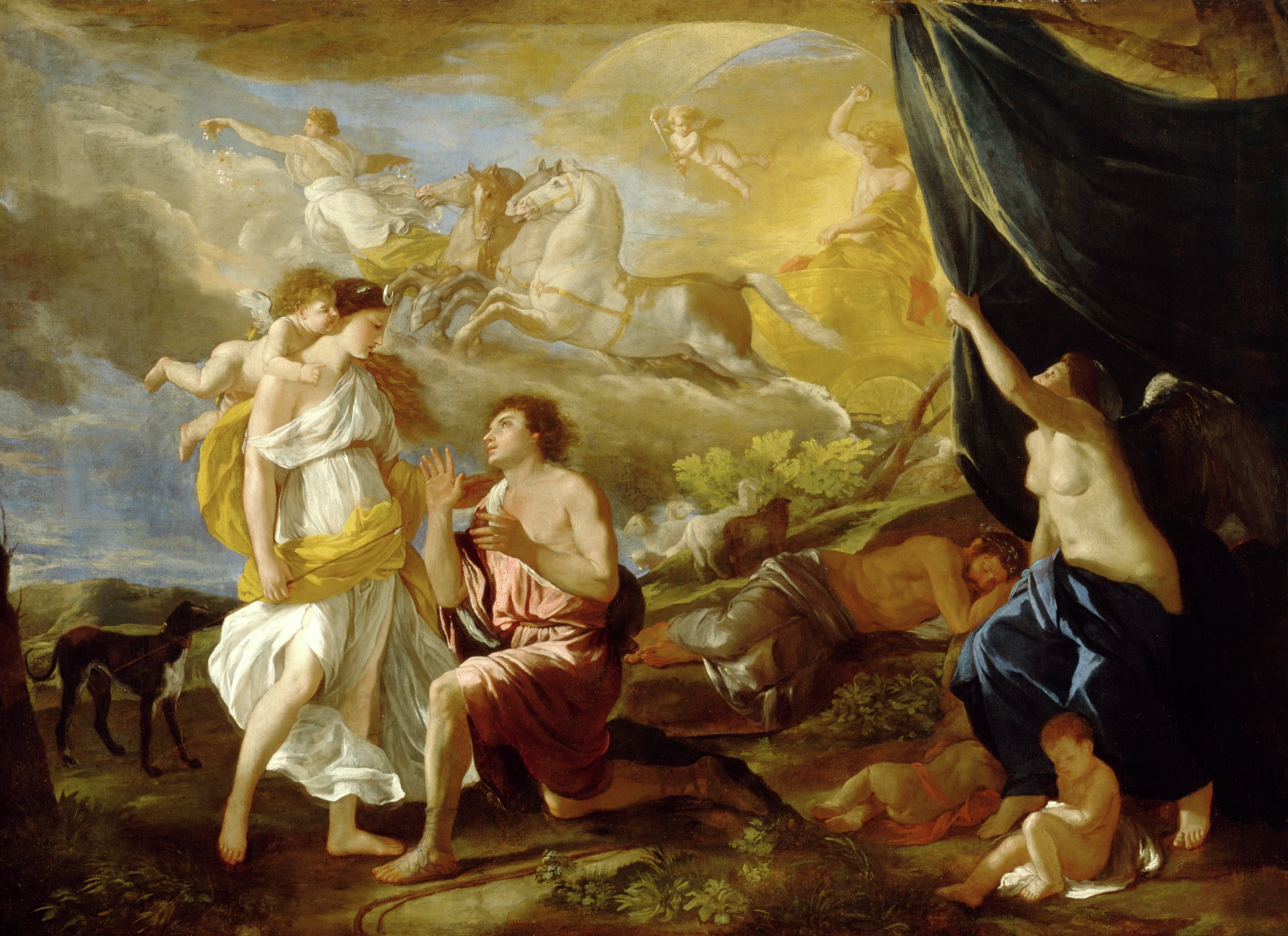
Nicolas Poussin: Selene und Endymion, etwa 1630, Detroit Institute of Arts
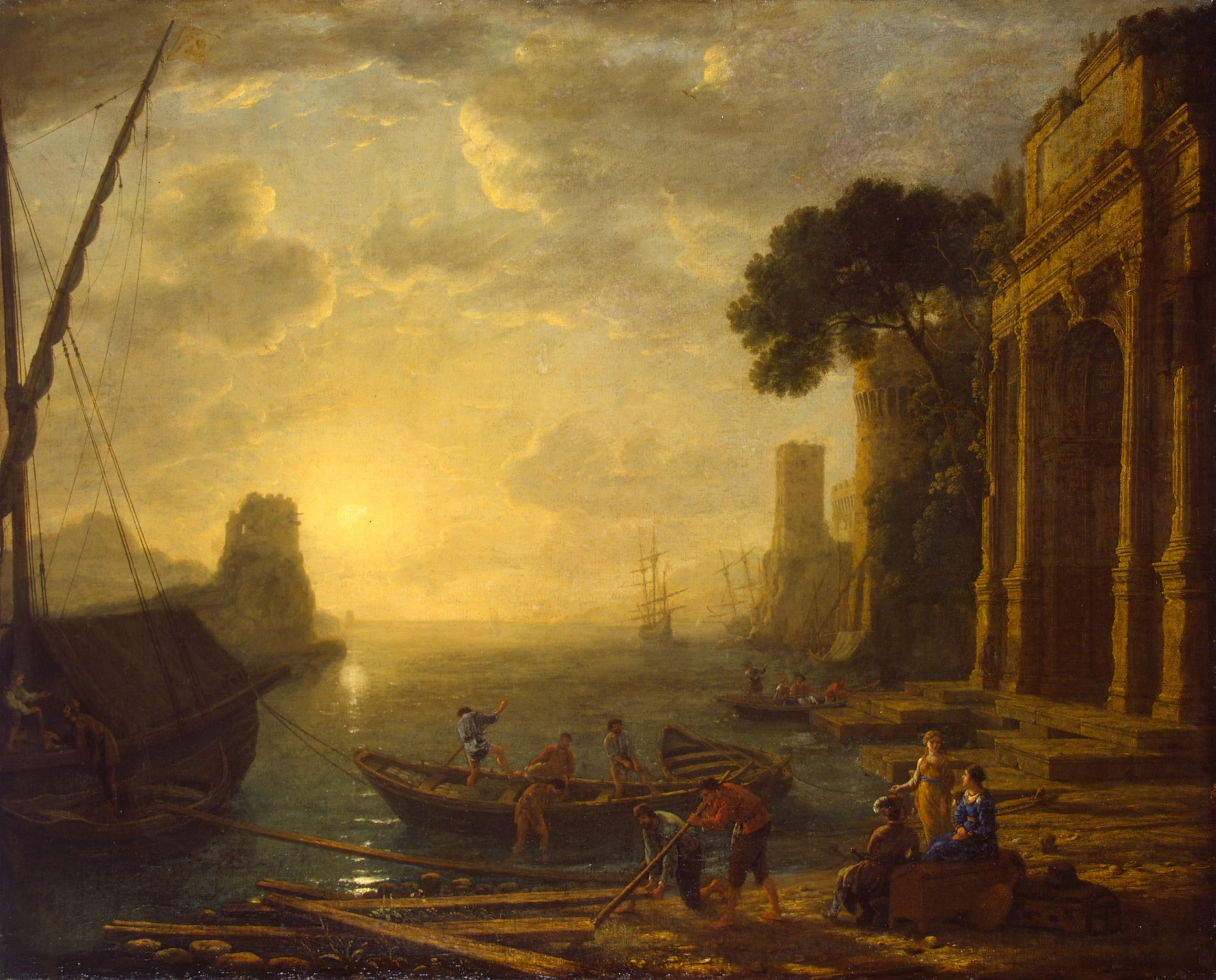
Claude Lorrain: Sonnenaufgang am Hafen, um 1634, Eremitage, St. Petersburg
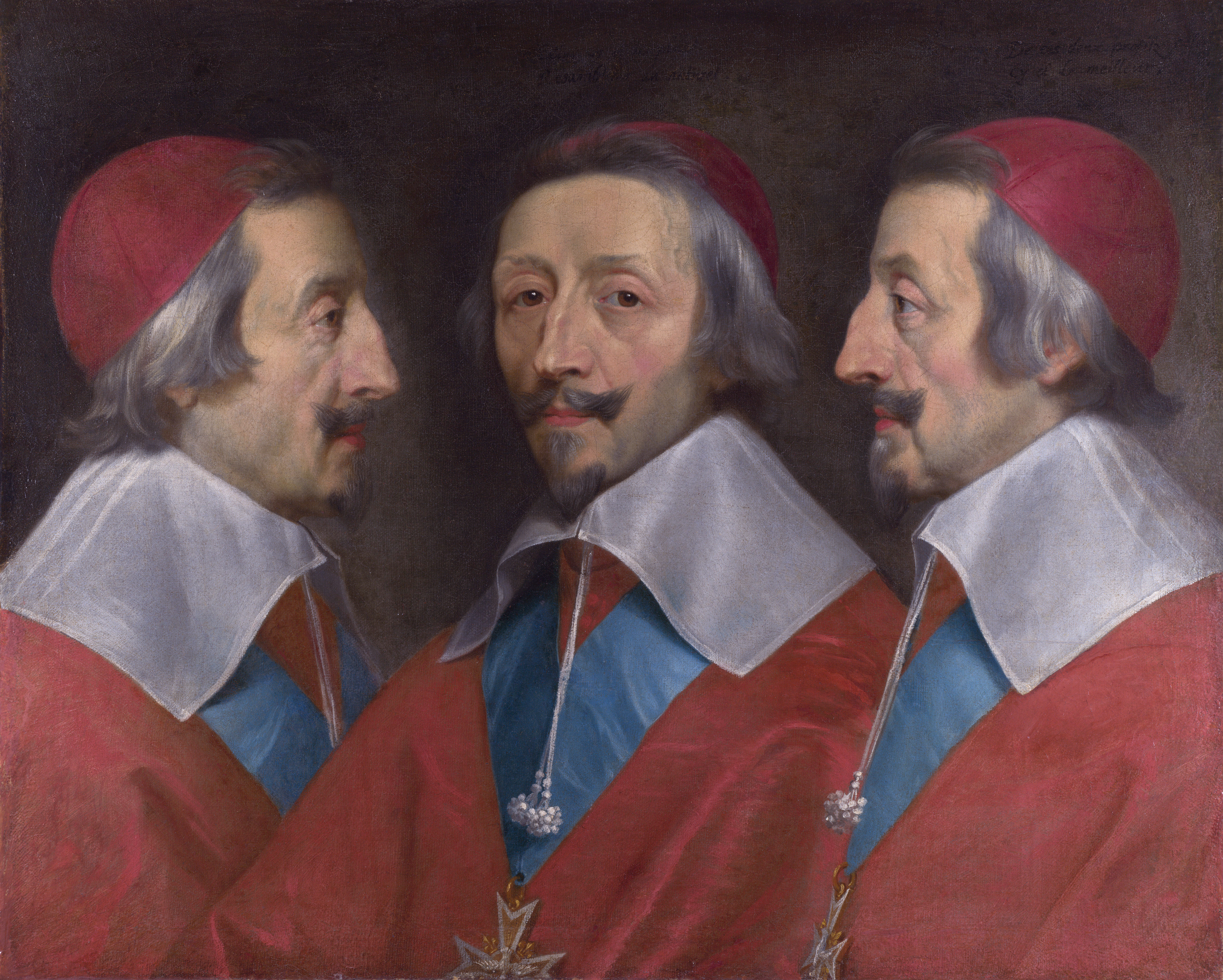
Philippe de Champaigne: Dreifachportrait von Kardinal Richelieu, ca. 1642 (?), National Gallery, London
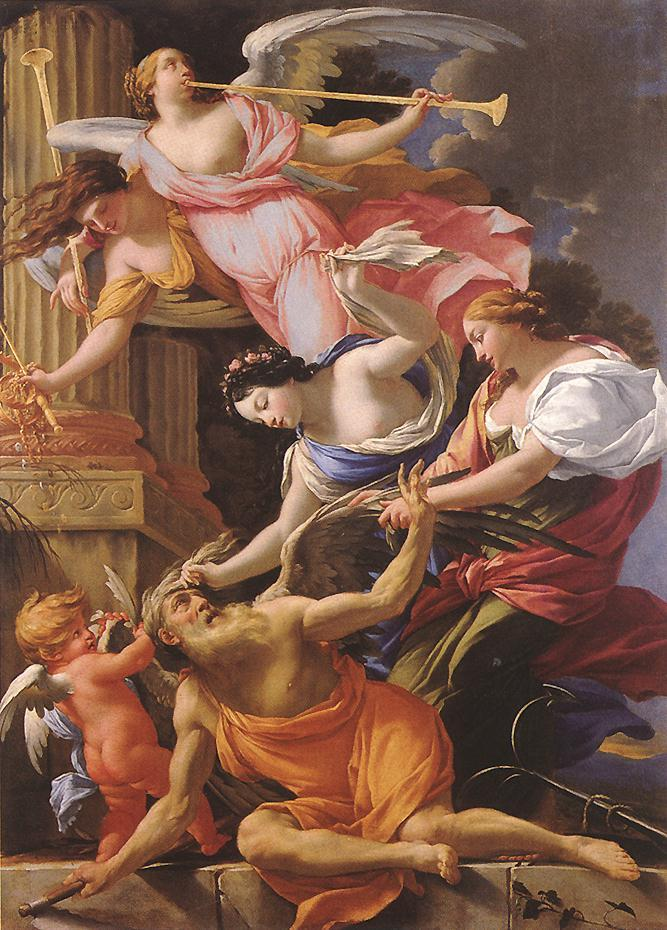
Simon Vouet: Saturn (= die Zeit), besiegt von Amor, Venus und der Hoffnung, ca. 1645–46, Musée du Berry, Bourges

## Innendekoration und Kunsthandwerk

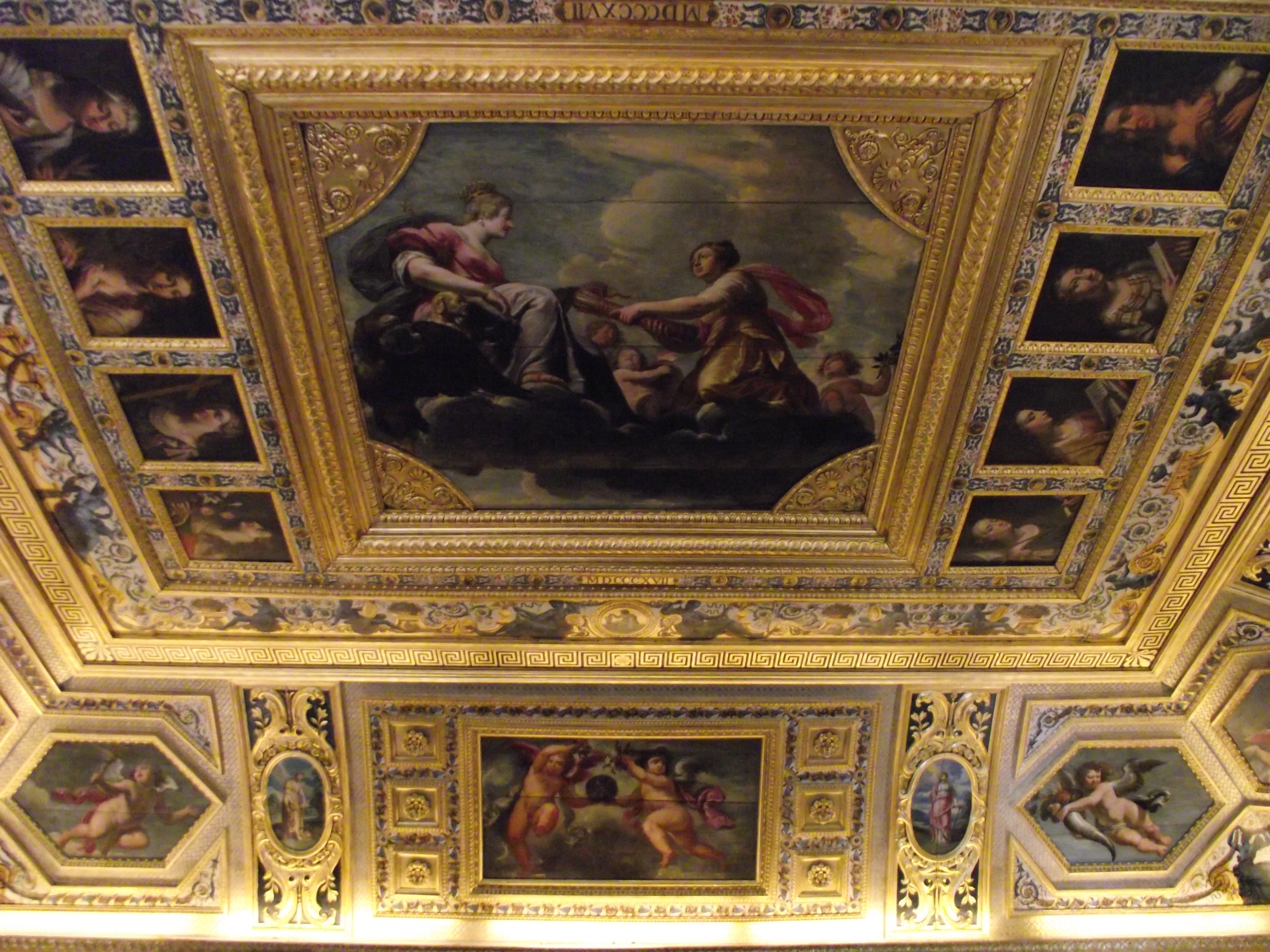
Decke in der für Maria de Medici geschaffenen Salle du Livre d’Or, Palais du Luxembourg, Paris

Durch das Edikt von Nantes waren die Hugenottenkriege in Frankreich vorerst beendet und das Land befriedet. Der König und sein Hofstaat verbrachten nun viel Zeit in den eigenen Residenzen anstatt in Heerlagern. Daraus resultierte eine wachsende Nachfrage nach komfortablen und zugleich luxuriösen Holzmöbeln, die mehrheitlich aus Eiche und Tanne hergestellt wurden. Die Kunsttischlerei erlebte einen starken Aufschwung, denn selbst Alltagsmöbel wie Stühle und Tische wurden nun mit einem oft üppigen Dekor versehen und in zahlreichen Varianten angefertigt. Trotz reich geschnitzter oder gedrechselter Verzierungen war das Mobiliar immer noch sehr wuchtig gebaut, denn Stabilität stand weiterhin im Vordergrund, weshalb der Stil Louis-treize von Renate Dolz als „steife Pracht“ charakterisiert wird. Beliebte Motive beim Schnitzwerk waren Cherubimköpfe, verschnörkelte Festons, Kartuschen, Girlanden aus Früchten oder Blüten sowie Grotesken und Akanthusornamente. Glatte Flächen wurden oft durch Intarsienarbeiten aus wertvollen Materialien wie Marmor oder Ebenholz gestaltet, wobei das Furnier aus Ebenholz durch Maria de’ Medici in Mode gekommen sein soll. Markante Merkmale an Möbeln des Stils Louis-treize sind geschwellte Stützen in gedrehten oder balusterartigen Formen, besonders bei Beinen oder Querstreben. Bei Sitzmöbeln können zwei grundsätzliche Formen unterschieden werden: der Stuhl mit hoher Rückenfläche und der sesselartige Stuhl mit Armlehnen und niedriger Rückenfläche. Oft waren sie mit Stoff oder Leder bezogenen und gepolsterten Sitz- und Rückenflächen ausgestattet.
Die Zeit Ludwigs XIII. und damit verbundene Friedensphase brachte auch die Einführung neuer komfortabler Möbelstücke mit sich, die zuvor nicht üblich gewesen waren. Dazu gehören die mit vielen Schubladen ausgestatteten Kabinettschränke zum Aufbewahren kostbarer Gegenstände und Preziosen ebenso wie Prunkbetten mit Baldachinen aus wertvollen Stoffen. Ludwig XIII. absolvierte seine offiziellen Empfänge oft in einem Prunkbett liegend, und so kamen zu jener Zeit auch die Taburetts, kleine neben dem Bett aufgestellte Sitzmöbel, in Mode.

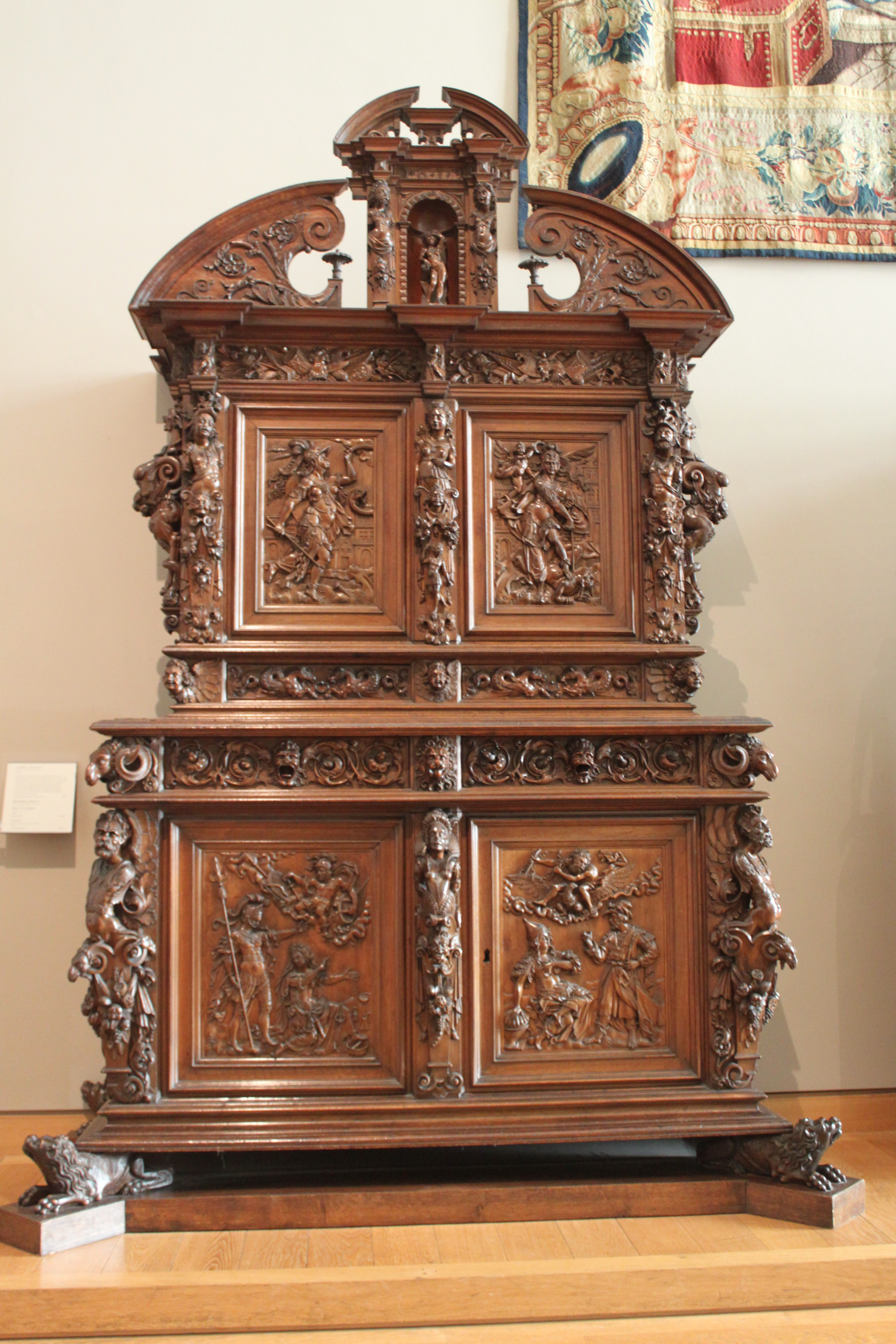
Zweiteiliger Schrank mit Reliefs nach B. Spranger im oberen Teil, 1. Viertel 17. Jhd., Louvre, Département des Arts décoratifs (Salle 31)
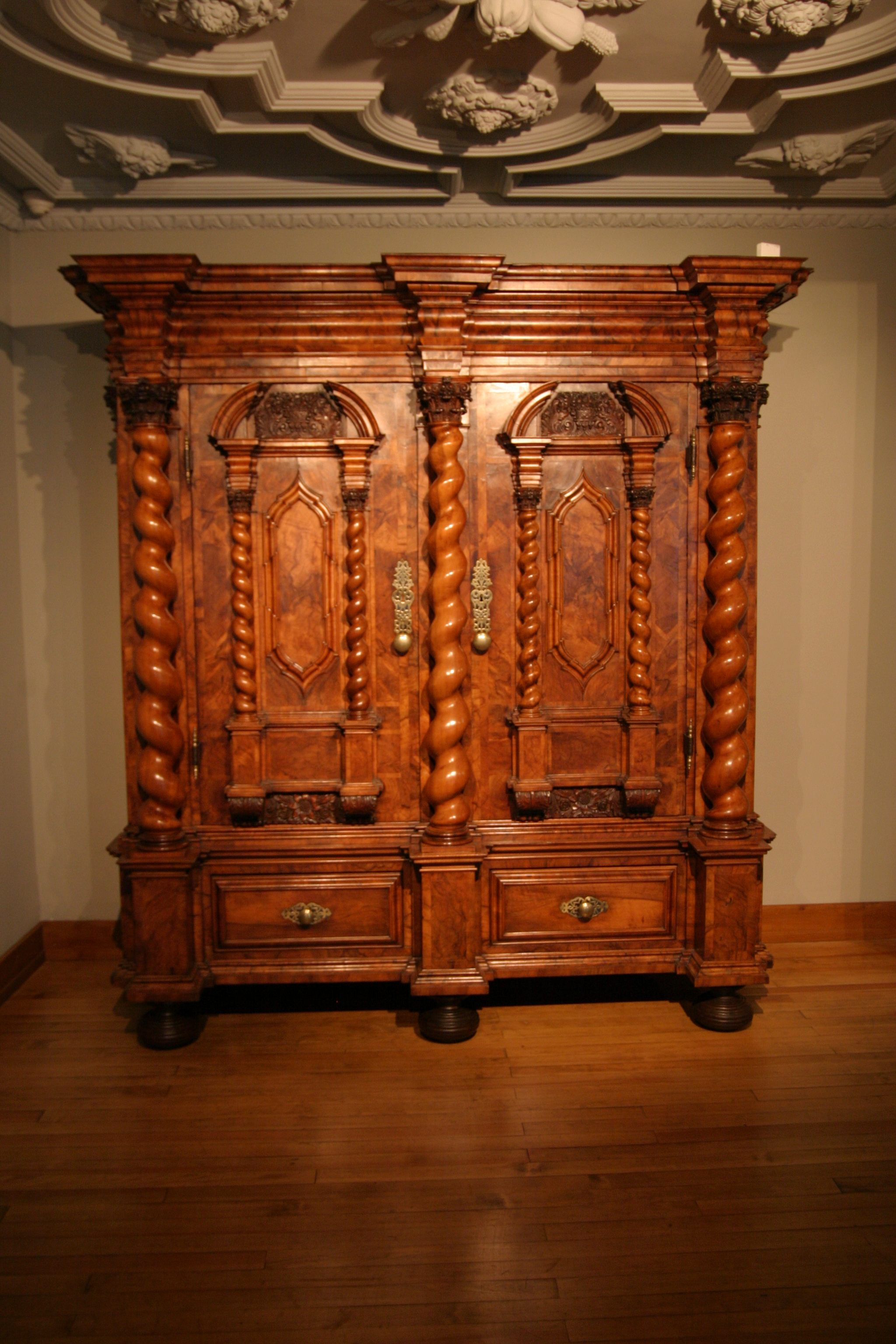
Schrank im Stil Louis-treize
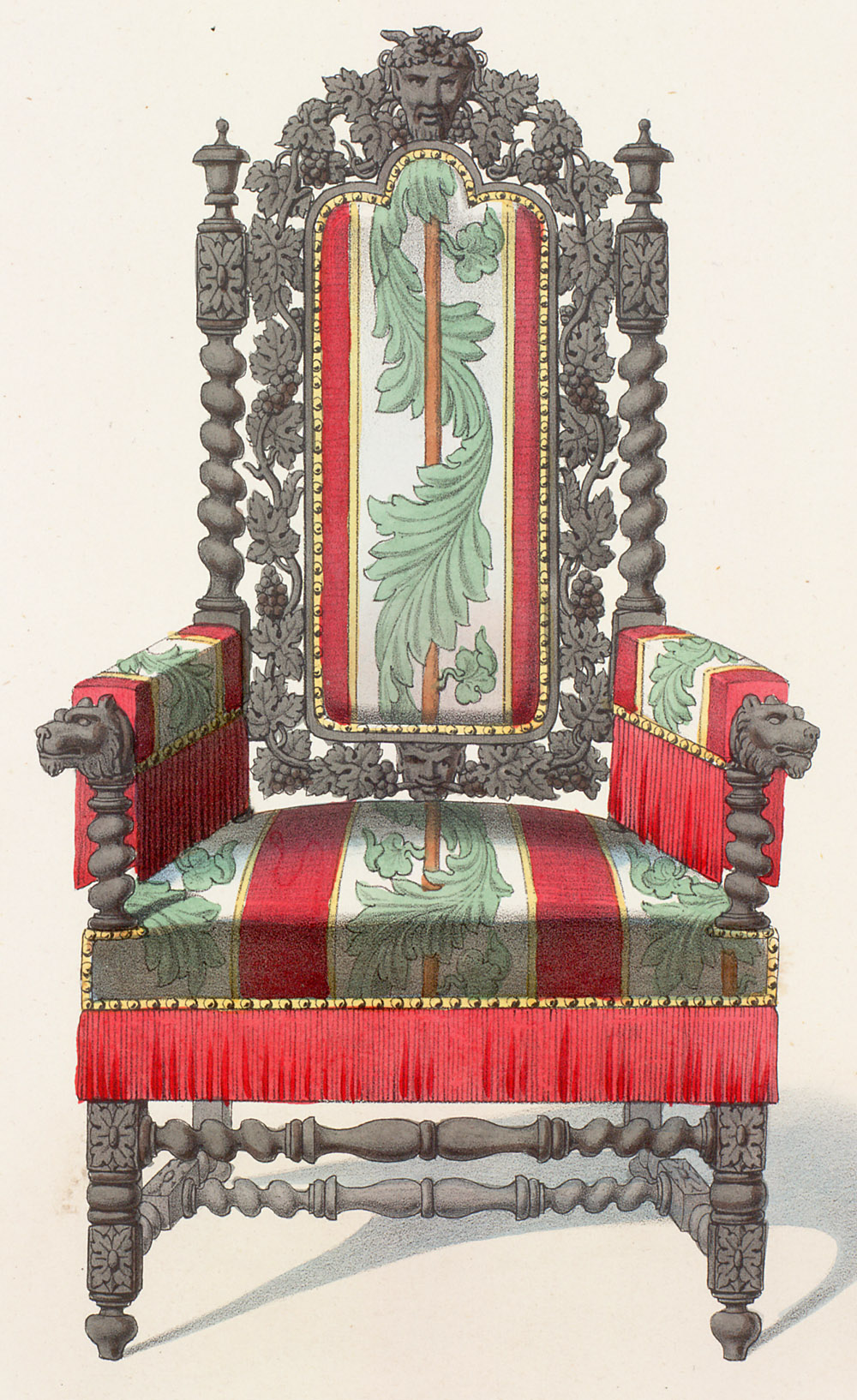
Reich geschnitzter Louis-treize-Stuhl
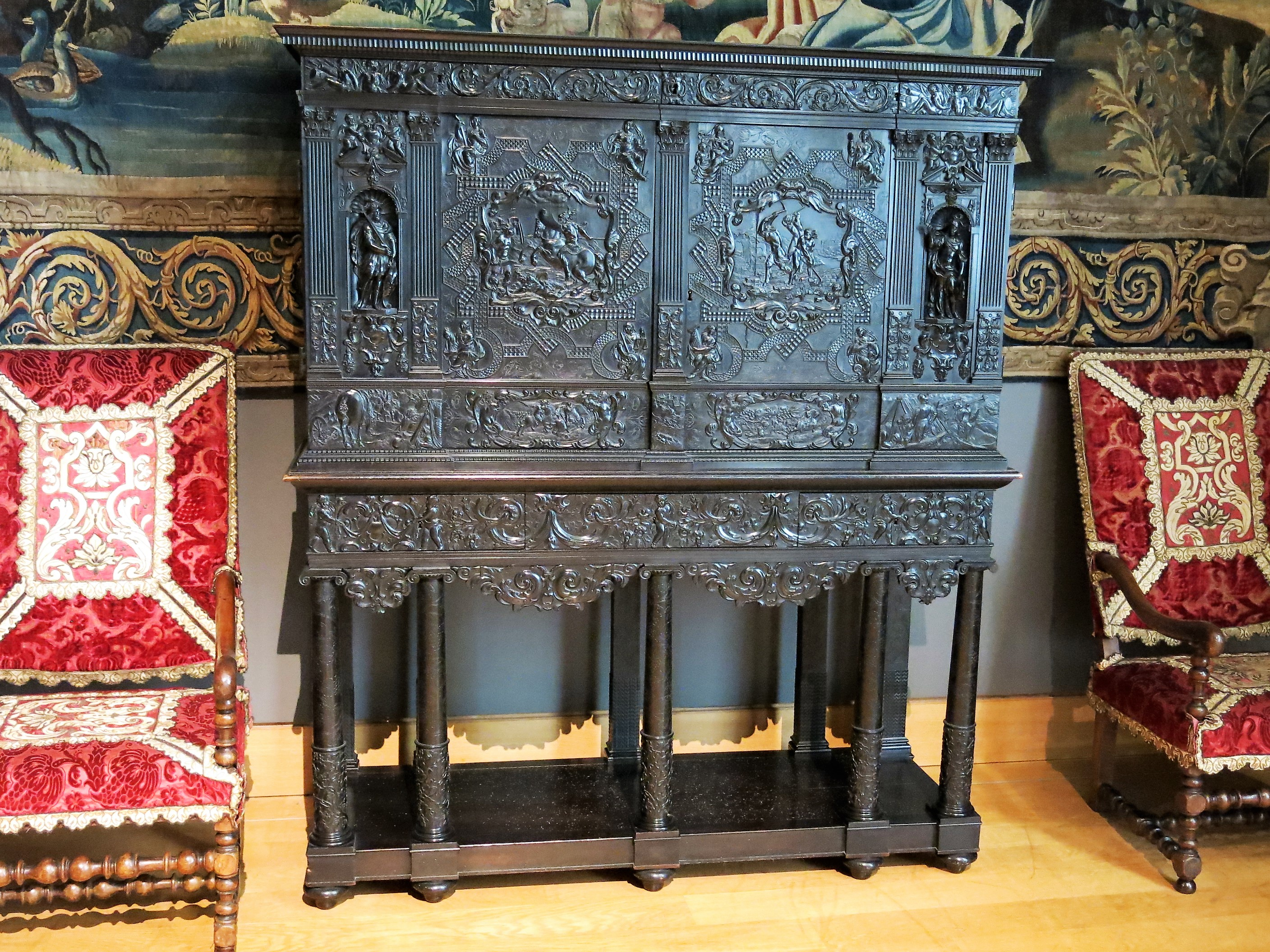
Kabinettschrank aus Ebenholz (Paris ca. 1645) und Louis-treize-Stühle, Louvre, Département des Arts décoratifs (Salle 32)
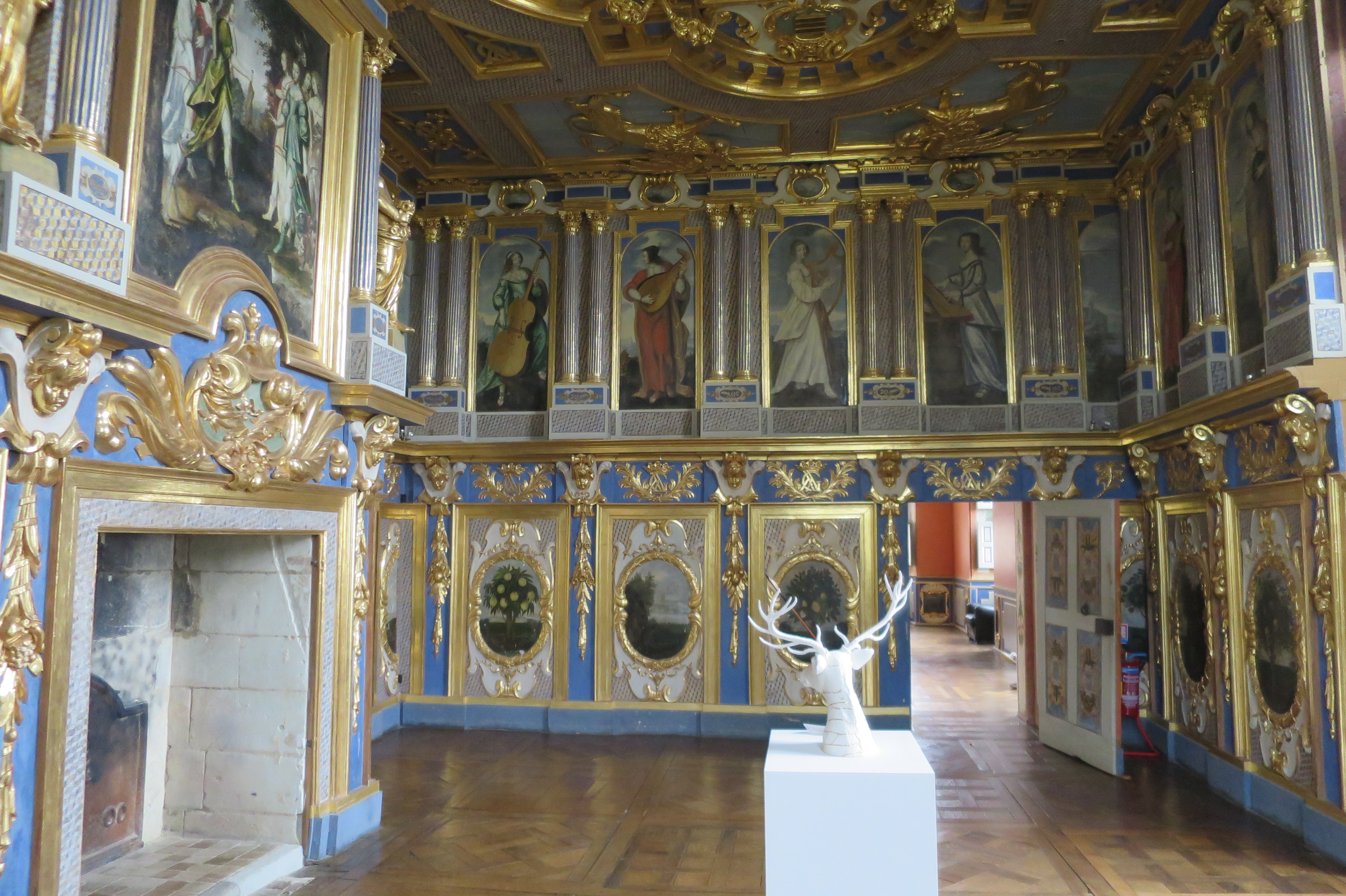
Seltener Louis-treize-Dekor im Musenkabinett von Schloss Oiron
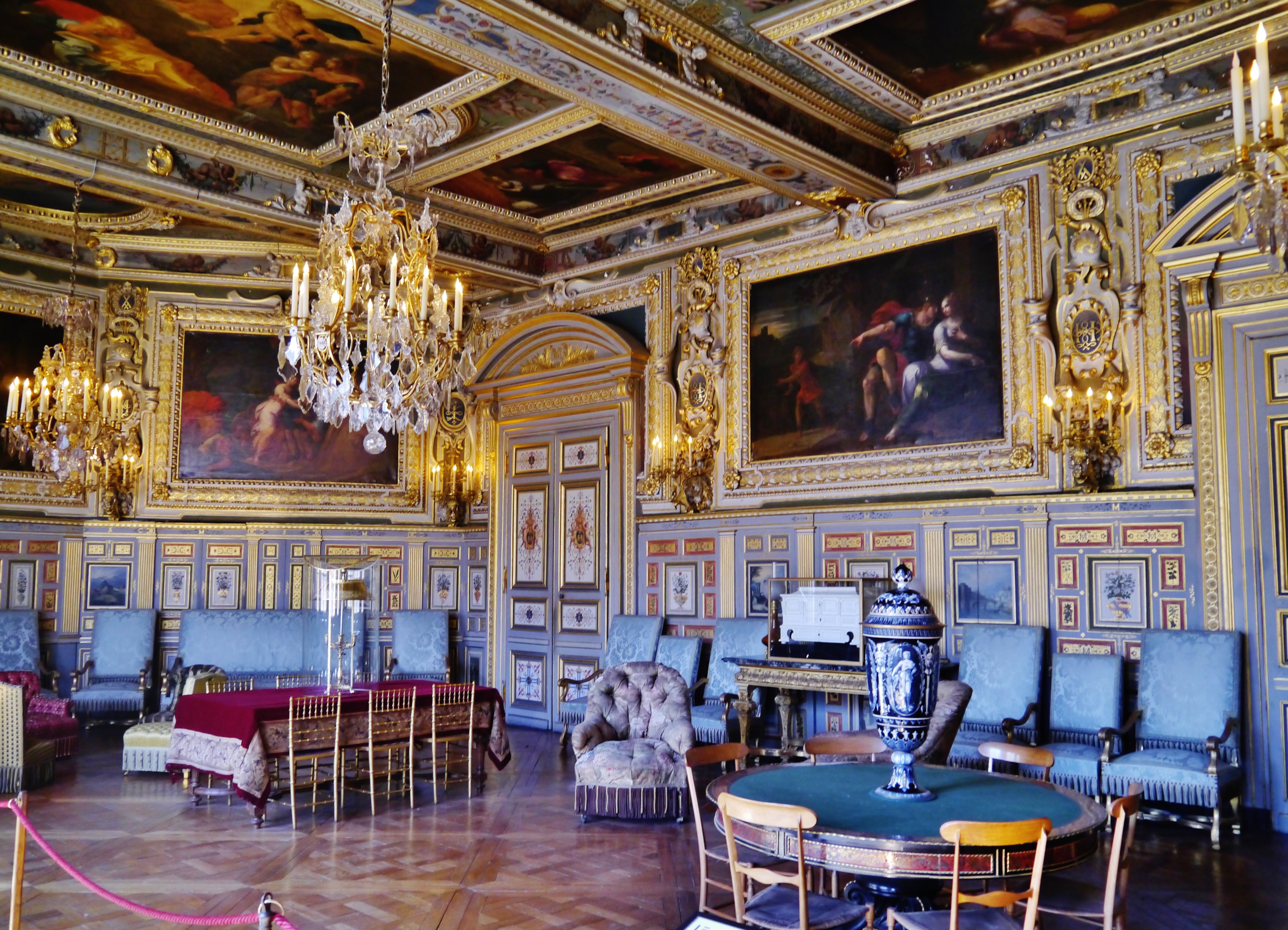
Salon Ovale (oder Salon Louis XIII) im Schloss Fontainebleau mit Gemäldezyklus von Ambroise Dubois (1610). Die Möbel sind aus späterer Zeit (!).

## Architektur

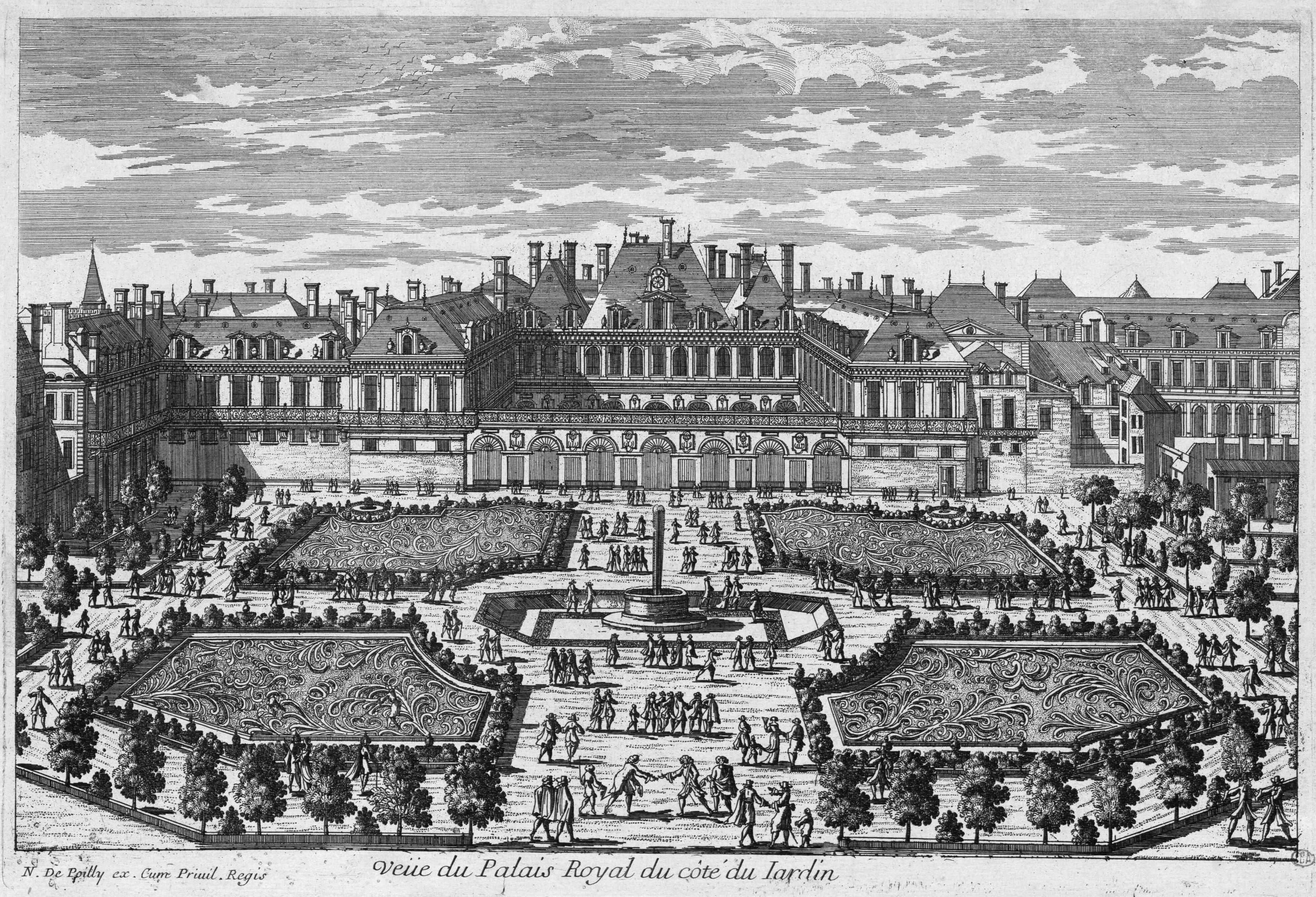
Gartenfassade von Richelieus Palais-Cardinal (später Palais Royal), Kupferstich von Adam Pérelle, um 1670–80

Der wahrscheinlich produktivste künstlerische Bereich während der Zeit Ludwigs XIII. war die Architektur, die teilweise stark von der Italien beeinflusst war.
Grundsätzlich lassen sich unter Ludwig XIII. zwei architektonische Strömungen unterscheiden: Auf der einen Seite gab es einen typisch französischen Stil, der durch die Dreifarbigkeit der Gebäude gekennzeichnet ist. Rotes Backsteinmauerwerk wurde dabei durch Eckquaderungen und Fenster- sowie Türfassungen aus hellem Haustein unterbrochen, eine Technik die im Französischen Brique-et-Pierre genannt wird. Sie war jedoch schon unter König Heinrich IV. üblich und lebte im Louis-treize-Stil lediglich weiter. Die in dieser Technik errichteten Gebäude besaßen in der Regel ein hohes, mit schwarzen Schieferschindeln gedecktes Dach, was damit die dritte Farbe beisteuerte. Exemplarisch für diese Technik sind die Häuser rund um die Pariser Place des Vosges, die erste Ausbaustufe des Schlosses von Versailles und das von François Mansart entworfene Schloss Balleroy.
Auf der anderen Seite kündigte sich mit dem ausschließlich aus hellem Haustein errichten Flügel Gastons d’Orléans am Schloss Blois bereits der strengere klassizistische Stil an, der sich später unter Ludwig XIV. durchsetzen sollte (siehe: klassizistischer Barock). Bekanntester Architekt des Louis-treize-Stils war Salomon de Brosse, der sowohl den Justizpalast (Palais de Justice) in Rennes als auch das bereits erwähnte Palais du Luxembourg für Maria de’ Medici gestaltete. Die von ihm entworfene Fassade der Kirche Saint-Gervais in Paris gehört ebenso zu den frühesten Beispielen klassizistischer Architektur wie die von Mansart gestaltete Kirche der von Königin Anne d’Autriche gestifteten Abtei Val-de-Grâce. Auch in Entwürfen Jacques Lemerciers war ein stärkerer italienischer Einfluss spürbar. Nach seinen Entwürfen entstand im Auftrag Kardinal Richelieus zum Beispiel die 1635 begonnene und 1642 beendete Kirche der Sorbonne, und auch Richelieus monumentales Palais-Cardinal in Paris (siehe Abb. oben rechts), das später zum Palais Royal umbenannt wurde und dann in den Besitz der Familie Orléans gelangte; es ist leider nicht mehr erhalten, sondern brannte 1871 beim Kommune-Aufstand ab. Auch Richelieus luxuriöser Landsitz im Poitou ist verschwunden.

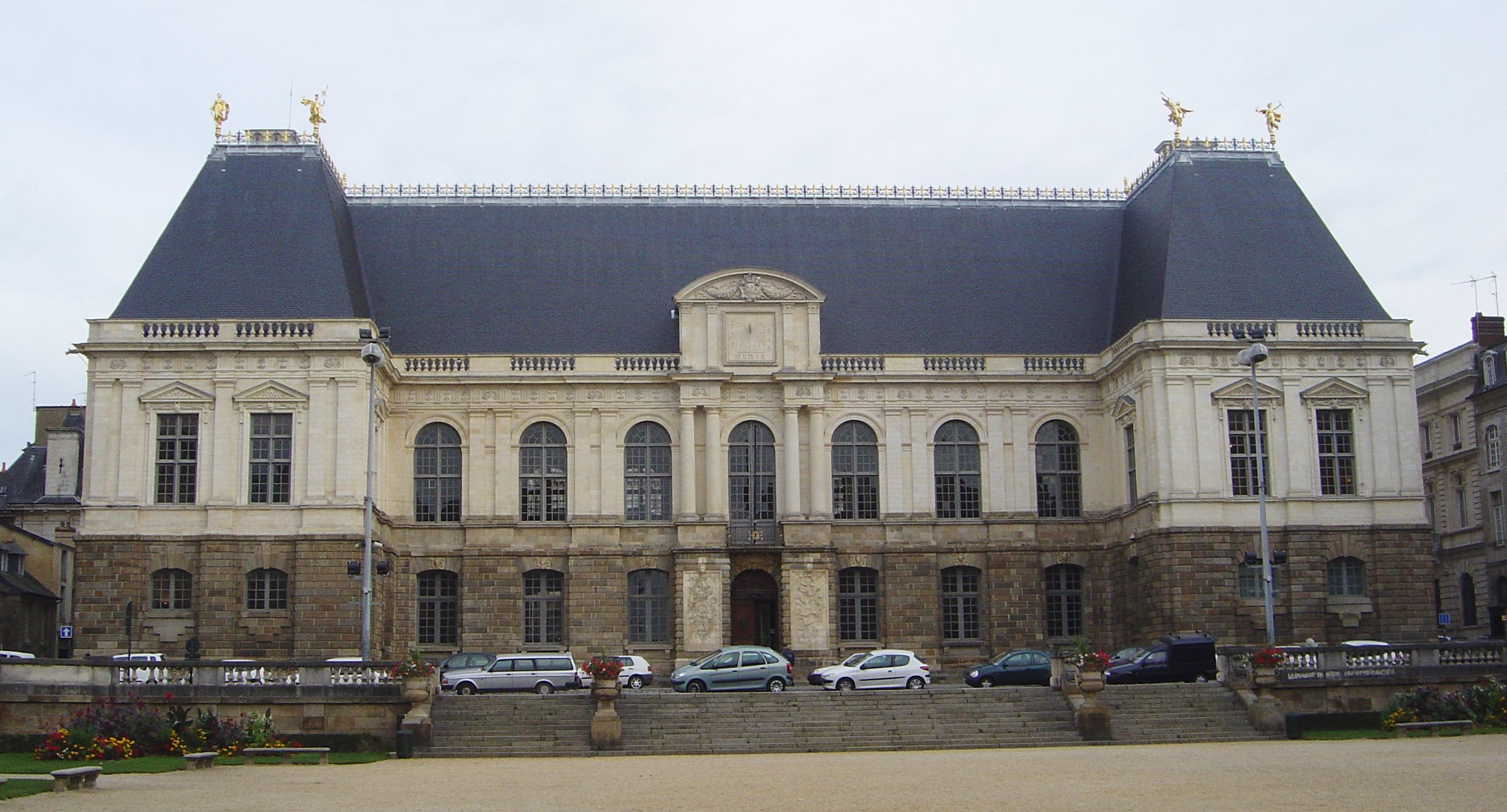
Der Justizpalast in Rennes
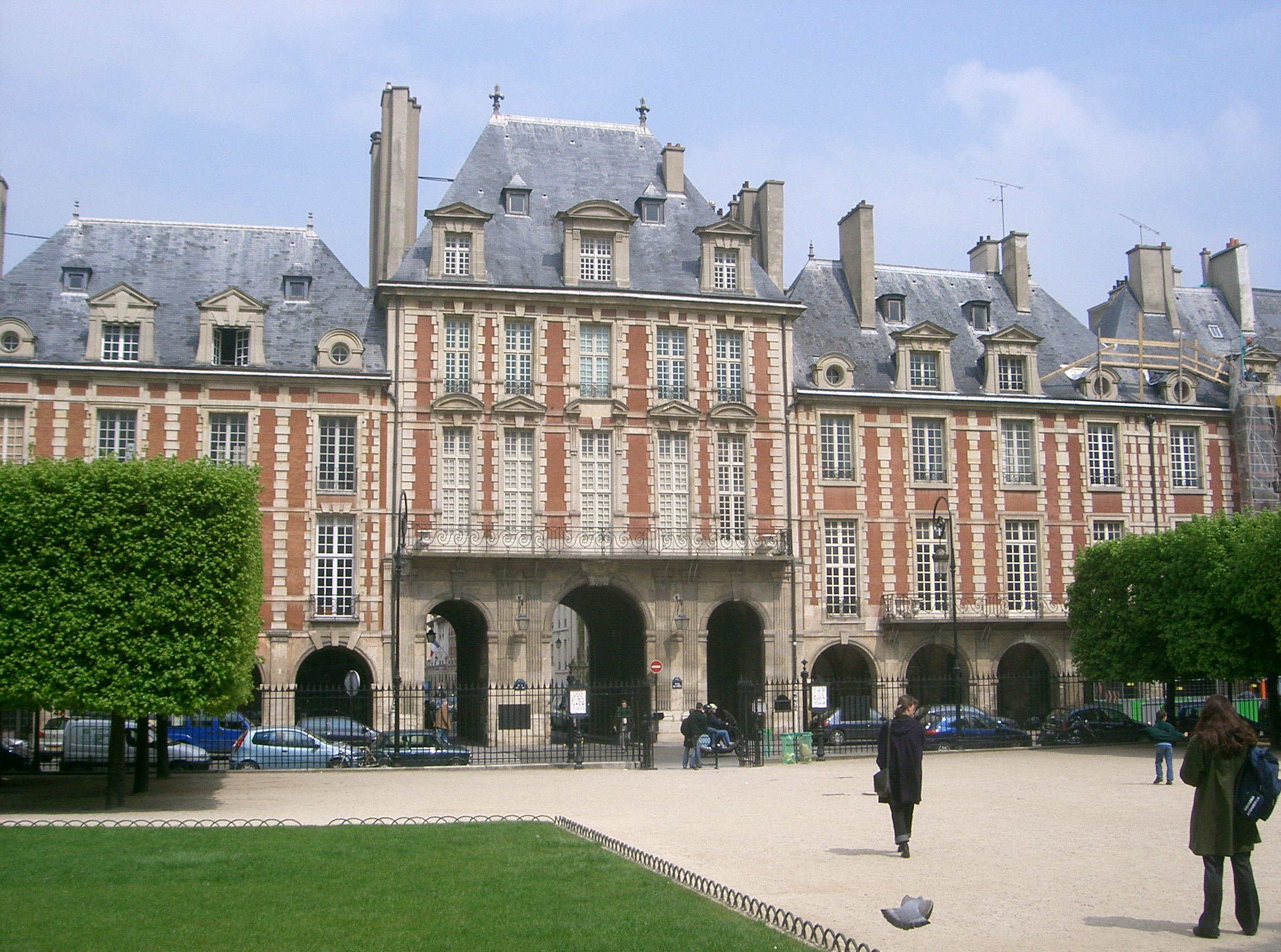
Der Pavillon de la Reine an der Place des Vosges, Paris
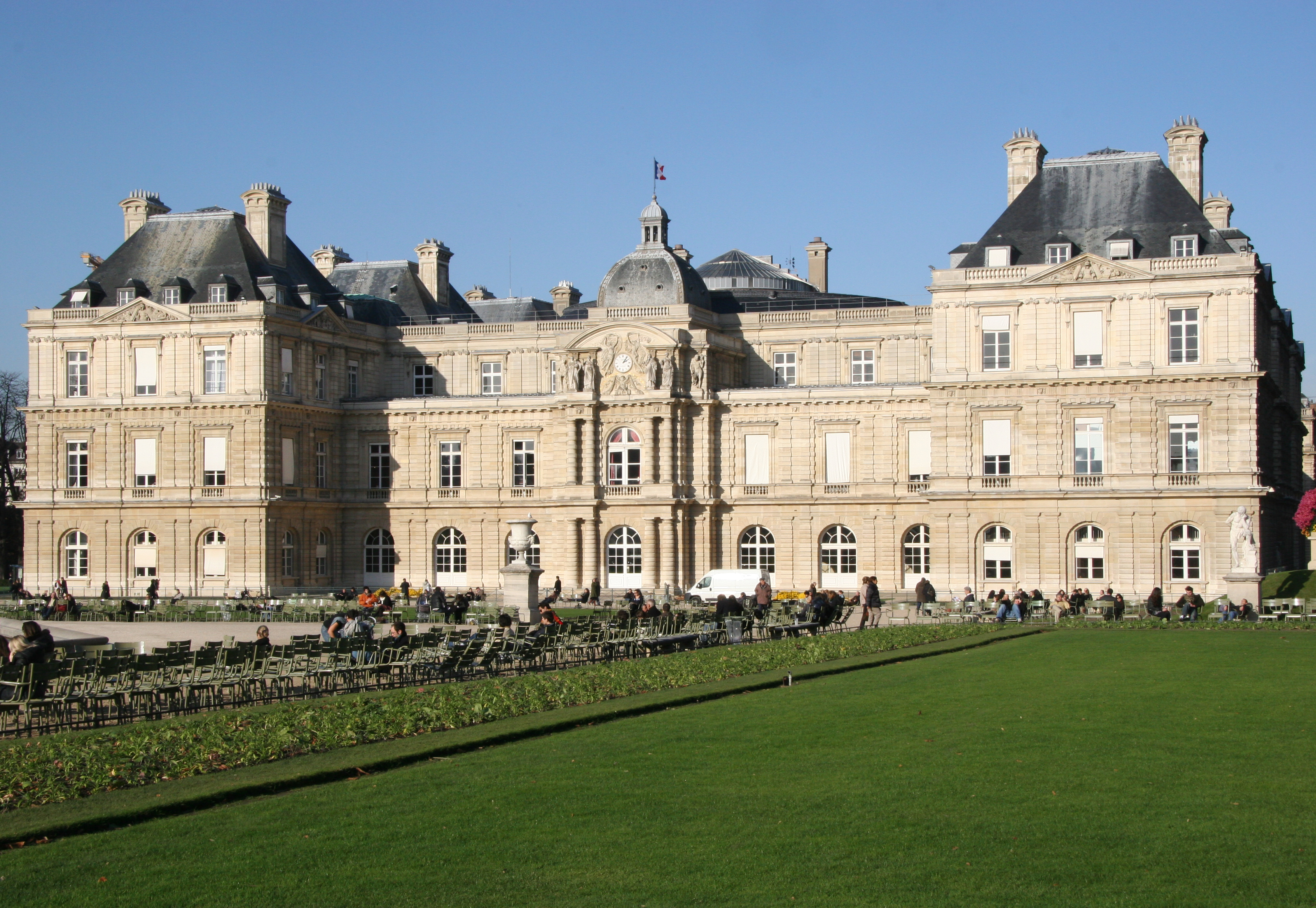
Palais du Luxembourg, Paris
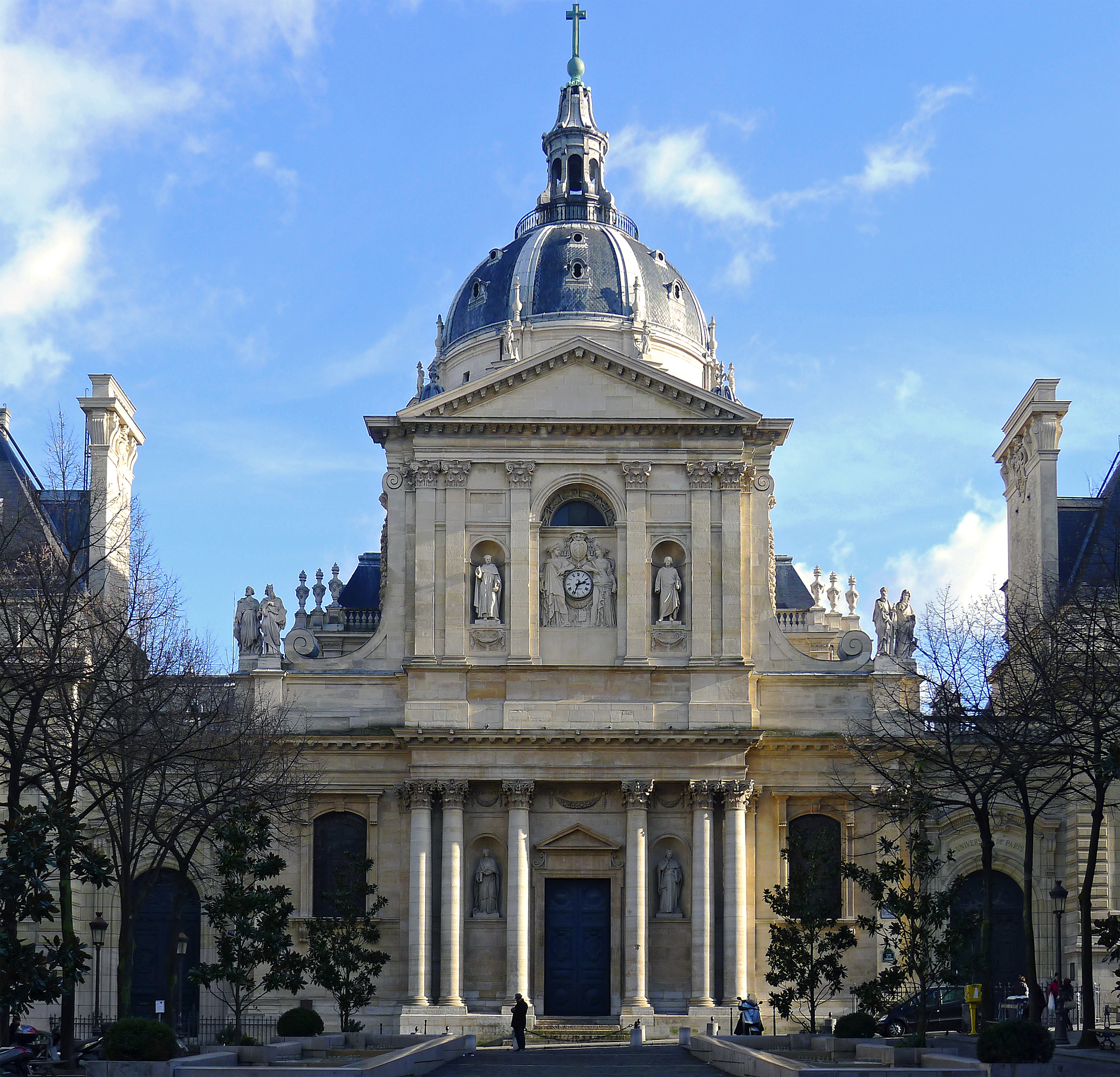
Die Westfassade der Chapelle de la Sorbonne, Paris
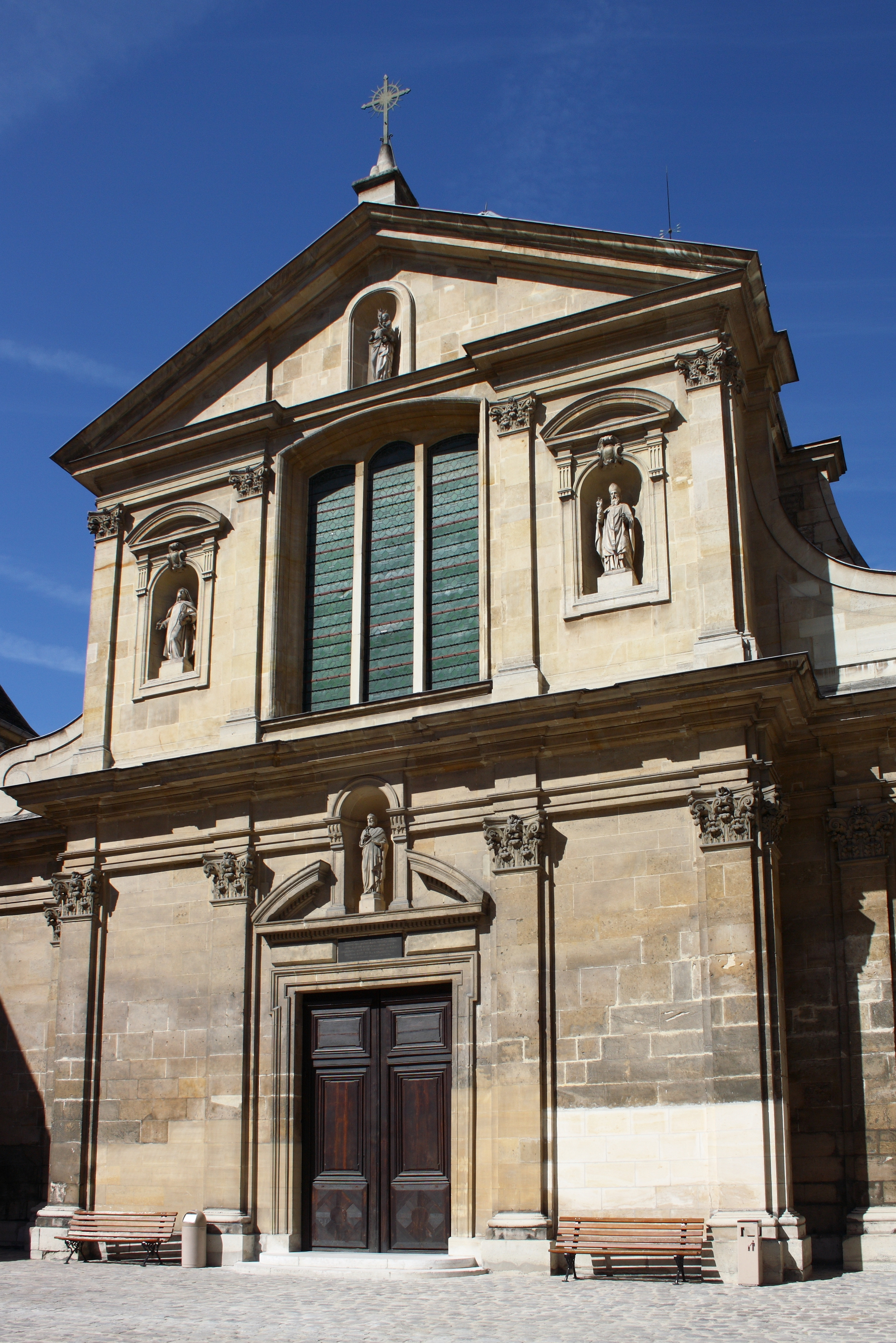
Fassade der Kirche Saint-Joseph-des-Carmes, Paris, von Jacques Lemercier
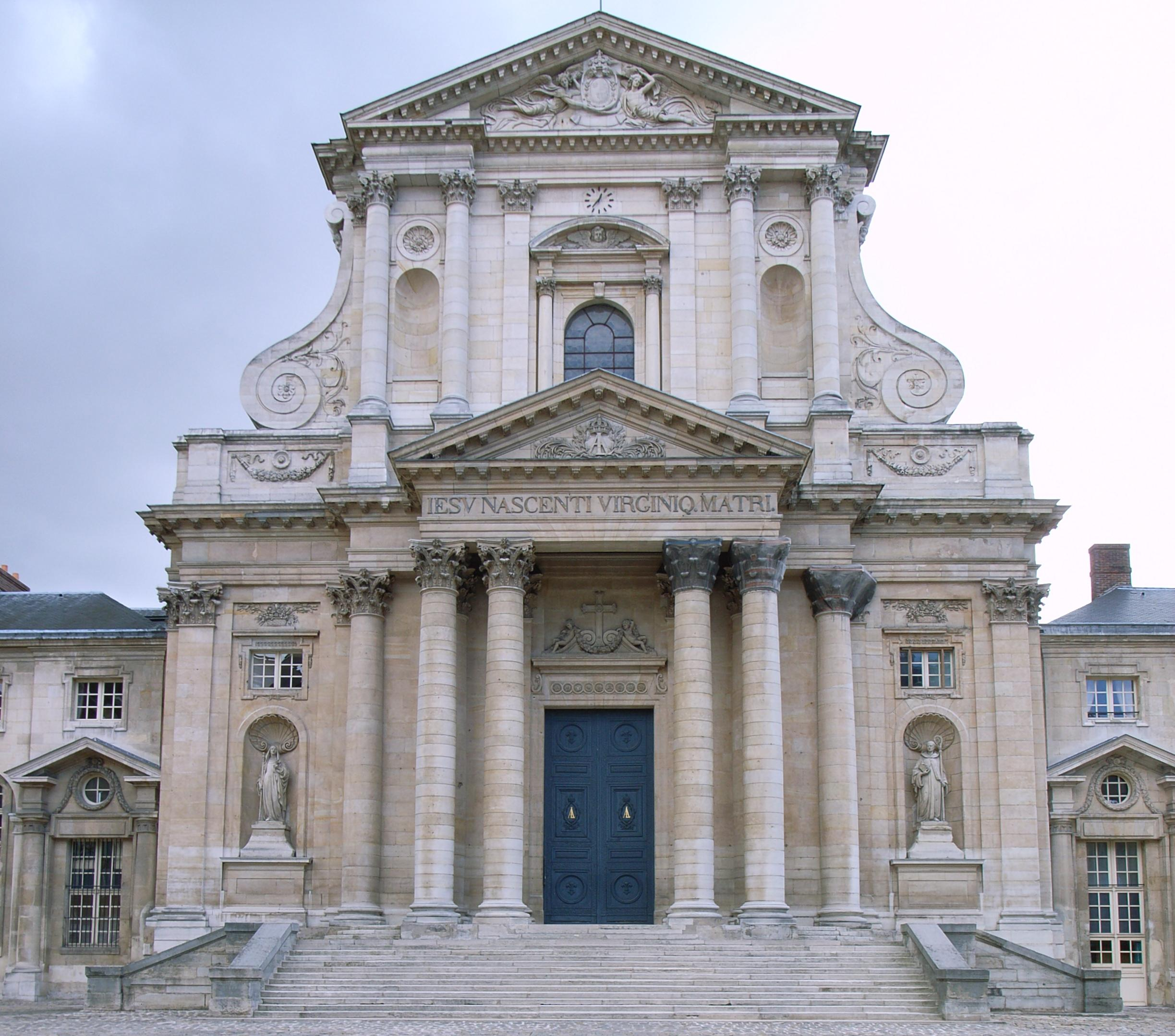
Fassade der Kirche von Val-de-Grâce